# Inferència inconscient
En psicologia perceptiva, inferència inconscient, també conegut com a conclusió inconscient, és un terme encunyat el 1867 pel físic alemany Hermann von Helmholtz per descriure un mecanisme involuntari, preracional i reflex que forma part de la formació d'impressions visuals. Tot i que s'han identificat nocions precursores en els escrits de Thomas Hobbes, Robert Hooke i Francis North (especialment en relació amb la percepció auditiva), així com en el Novum Organum de Francis Bacon, la teoria de Helmholtz va ser ignorada o fins i tot rebutjada per la filosofia i la psicologia. Des de llavors, ha rebut una nova atenció de la investigació moderna, i el treball d'estudiosos recents s'ha acostat a la visió de Helmholtz.
Els marcs teòrics elaborats sobre la inferència inconscient han persistit durant mil anys, originats amb Ibn al-Haytham, ca. 1030. Aquestes teories han gaudit d'una acceptació generalitzada durant gairebé quatre segles, començant amb les contribucions de René Descartes el 1637. En el tercer i últim volum del seu Handbuch der physiologischen Optik (1856–1867, traduït com a Tractat d'òptica fisiològica el 1920-1925, disponible aquí), Helmholtz va discutir els efectes psicològics de la percepció visual. El seu primer exemple és el de la il·lusió del Sol girant al voltant de la Terra:
Cada vespre, aparentment davant dels nostres ulls, el sol es pon darrere l'horitzó immòbil, tot i que som ben conscients que el sol està fix i l'horitzó es mou.

## Il·lusions òptiques

Dos conjunts de fletxes que mostren la il·lusió de Müller-Lyer. El conjunt de la part inferior mostra que tots els eixos de les fletxes són de la mateixa longitud.

No som capaços d'eliminar aquestes il·lusions òptiques en convèncer-nos racionalment que els nostres ulls ens han jugat una mala passada: obstinadament i inflexible, el mecanisme segueix la seva pròpia regla i, per tant, exerceix un domini imperios sobre la ment humana. Si bé les il·lusions òptiques són els casos més evidents d'inferència inconscient, les percepcions de les persones de les altres estan influenciades de manera similar per aquestes conclusions inconscients i no desitjades. El segon exemple de Helmholtz es refereix a la representació teatral, argumentant que el fort efecte emocional d'una obra resulta principalment de la incapacitat dels espectadors de dubtar de les impressions visuals generades per la inferència inconscient:
No som capaços d'eliminar aquestes il·lusions òptiques en convèncer-nos racionalment que els nostres ulls ens han jugat una mala passada: obstinadament i inflexible, el mecanisme segueix la seva pròpia regla i, per tant, exerceix un domini imperios sobre la ment humana. Si bé les il·lusions òptiques són els casos més evidents d'inferència inconscient, les percepcions de les persones de les altres estan influenciades de manera similar per aquestes conclusions inconscients i no desitjades. El segon exemple de Helmholtz es refereix a la representació teatral, argumentant que el fort efecte emocional d'una obra resulta principalment de la incapacitat dels espectadors de dubtar de les impressions visuals generades per la inferència inconscient:
La mera visió d'una altra persona és suficient per produir una actitud emocional sense cap base raonable, però molt resistent a tota crítica racional. Evidentment, la impressió es basa en l'atribució espontània i espúria de trets, un procés que difícilment podem evitar, perquè l'ull humà, per dir-ho d'alguna manera, és incapaç de dubtar i, per tant, no pot evitar la impressió.
Helmholtz va adonar-se que la formació d'impressions visuals s'aconsegueix principalment mitjançant judicis inconscients, els resultats dels quals "mai no poden ser elevats al pla dels judicis conscients" i per tant "manquen del treball purificador i escrutador del pensament conscient".  Malgrat això, els resultats dels judicis inconscients són tan impermeables al control conscient, tan resistents a la contradicció que són "impossibles de desfer-se'n"  i "l'efecte d'ells no es pot superar".  Per tant, siguin quines siguin les impressions a les quals condueix aquest procés d'inferència inconscient, impacten "la nostra consciència com una força estranya i aclaparadora de la natura".
El motiu, va suggerir Helmholtz, rau en la manera com les impressions sensorials visuals es processen neurològicament.  Els centres corticals superiors responsables de la deliberació conscient no estan implicats en la formació d'impressions visuals. Tanmateix, com que el procés és espontani i automàtic, no podem explicar com vam arribar als nostres judicis. A través dels nostres ulls, necessàriament percebem les coses com a reals, perquè els resultats de les conclusions inconscients són interpretacions que "s'impulsen a la nostra consciència, per dir-ho d'alguna manera, com si un poder extern ens hagués constret, sobre el qual la nostra voluntat no té control".
En reconèixer aquests mecanismes de formació d'actituds subjacents al processament humà de senyals no verbals, Helmholtz va anticipar els desenvolupaments de la ciència durant més d'un segle. Com ha assenyalat Daniel Gilbert, "Helmholtz va presagiar molts pensadors actuals no només postulant l'existència d'aquestes operacions [inferencials inconscients], sinó també descrivint les seves característiques generals".  Al mateix temps, va afegir, és "probablement just dir que les idees de Helmholtz sobre el procés d'inferència social no han tingut cap impacte en la psicologia social".  De fet, els psicòlegs han considerat en gran manera que Helmholtz havia caigut presa d'un error de raonament. Com Edwin G. Boring va resumir el debat, "Atès que una inferència és aparentment un procés conscient i, per tant, no pot ser ni inconscient ni immediat, la visió [de Helmholtz] va ser rebutjada com a autocontradictòria".   No obstant això, diversos autors recents s'han apropat a la concepció de Helmholtz sota diversos títols, com ara "judicis ràpids",  "processament d'informació social no conscient",  "inferència de trets espontànies",  "persones com a intèrprets flexibles",  i "pensament no desitjat".  Siegfried Frey ha assenyalat la qualitat revolucionària de la proposició de Helmholtz que és del perceptor, no de l'actor, d'on sorgeix el procés d'atribució de significat realitzat quan interpretem un estímul no verbal:
En no distingir l'aparença de la realitat, la psicologia de l'expressió simplement va perpetuar una fal·làcia profundament arrelada en el llenguatge quotidià: amb una creença inquebrantable en les nostres percepcions, anomenem habitualment l'expressió de l'altra persona allò que, en realitat, és la nostra pròpia impressió d'ella o ell.

### Influències en la informàtica i la psicologia actuals

#### La màquina de Helmholtz
El treball en informàtica ha fet ús de les idees d'inferència inconscient de Helmholtz suggerint que l'escorça conté un model generatiu del món. Desenvolupen un mètode estadístic per descobrir l'estructura inherent a un conjunt de patrons:
Seguint Helmholtz, considerem el sistema perceptiu humà com un motor d'inferència estadística la funció del qual és inferir les causes probables de l'entrada sensorial. Demostrem que un dispositiu d'aquest tipus pot aprendre a realitzar aquestes inferències sense necessitat que un professor etiqueti cada vector d'entrada sensorial amb les seves causes subjacents.

### Principi d'energia lliure
El principi de l'energia lliure proporciona una explicació de la percepció incorporada en neurociència i intenta explicar com els sistemes biològics mantenen l'ordre restringint-se a un nombre limitat d'estats o creences sobre estats ocults en el seu entorn. Un sistema biològic realitza una inferència activa en els resultats de l'acció de mostreig per maximitzar l'evidència del seu model del món:
La idea que els sistemes biològics autoorganitzats, com una cèl·lula o un cervell, es poden entendre com a factors que minimitzen l'energia lliure variacional es basa en les observacions de Helmholtz sobre la inferència inconscient i els tractaments posteriors en psicologia i aprenentatge automàtic